# Icius miniamus
Icius miniamus är en spindelart som beskrevs av Pelegrín Franganillo Balboa 1910. 
Icius miniamus ingår i släktet Icius och familjen hoppspindlar. Inga underarter finns listade i Catalogue of Life.